# Matteo Apricena
Matteo Antonio Apricena (Ischitella, 18 maggio 1959) è un ex arbitro di calcio italiano.

## Carriera
Di origine pugliese, di formazione lombarda, e toscano d'adozione (appartiene alla sezione AIA di Firenze), divenne arbitro nel 1977, superando il corso arbitri indetto dalla sezione AIA di Seregno. Inizialmente era un calciatore, ma a seguito di un incidente al menisco, che in quegli anni era difficile da operare, si avvicinò al mondo dell'arbitraggio grazie ad un amico. La sua attività da arbitro è proseguita fino alla C.A.N. C, dove diresse ben 103 partite di cui 67 in Serie C1. A metà degli anni novanta inizia la sua carriera come dirigente partendo da incarichi sezionali. In breve le sue doti e la sua professionalità quale dirigente lo portano prima a far parte, come componente, del C.R.A. Toscana per poi diventarne presidente (incarico che rivestirà per tre anni).
All'inizio della stagione sportiva 2005/2006 venne nominato Commissario della C.A.N. D.
Apricena, nominato a suo tempo nell'incarico da Tullio Lanese, è l'unico dei Presidenti di Commissione Nazionale che è passato indenne dalla serie di cambiamenti voluta prima da Luigi Agnolin e, successivamente, da Cesare Gussoni, è infatti considerato dallo stesso Gussoni un uomo che quanto a serietà merita un giudizio positivo.
Nel febbraio 2009 manifestò la volontà di candidarsi alla presidenza dell'AIA, dopo aver lasciato il ruolo di Commissario della C.A.N. D. Formalizzata la candidatura, in occasione dell'"Assemblea Generale" tenutasi a Fiumicino il 6 marzo 2009, venne sconfitto dall'aretino Marcello Nicchi, con uno scarto di soli otto voti (163 a 155), sebbene alcune fonti, alla vigilia delle elezioni, lo indicassero come favorito.
Ha svolto successivamente la funzione di osservatore arbitrale a livello provinciale.
Dal 2010 ricopre inoltre l'incarico di assessore allo sport, educazione motoria, edilizia sportiva e polizia municipale presso il Comune di Dicomano.
Nel 2012 si candida alla vicepresidenza AIA, al fianco di Robert Anthony Boggi.
Nel Febbraio 2013, per gravi motivi familiari, rassegna le dimissioni dall'incarico di Assessore del Comune di Dicomano.